# Rivolta 8888
La rivolta 8888 (in birmano ၈၄လုံး o ရ္ဟစ္‌လေးလုံး‌; MLCTS: hrac le: lum:) fu un'insurrezione nazionale nella Repubblica Socialista dell'Unione della Birmania contro la dittatura militare per ottenere la democrazia; iniziò l'8 agosto 1988 ed ebbe fine con il sanguinoso colpo di Stato del 18 settembre. I militari ripresero il controllo del Paese con la neonata giunta militare chiamata Consiglio di Stato per la Restaurazione della Legge e dell'Ordine. Durante il periodo della crisi, Aung San Suu Kyi emerse come icona nazionale.
Durante la rivoluzione, migliaia di studenti, monaci e altri civili furono uccisi dal Tatmadaw (Forze armate birmane). In seguito vi furono in Birmania altre insurrezioni, tutte soppresse dal governo militare.

## Premesse
Dopo l'indipendenza concessa dai britannici nel 1948, la Birmania conobbe un lungo periodo di conflitti interni che portarono al colpo di Stato del 1962, con il quale le forze armate birmane guidate dal generale Ne Win presero il potere. Ne Win fondò quell'anno il Partito del Programma Socialista della Birmania (PPSB), il partito unico che rappresentava la via birmana al socialismo secondo un'ottica militare. Negli anni successivi le opposizioni politiche furono messe a tacere e i conflitti continuarono tra il governo militare e soprattutto i gruppi armati delle minoranze etniche.
Negli anni ottanta l'economia nazionale peggiorò e il debito pubblico crebbe. Nel 1985 gli studenti dimostrarono contro la decisione del governo di ritirare dal mercato banconote della valuta locale. I problemi finanziari e la lotta alle rivolte etniche resero necessaria l'apertura al mercato internazionale. Nel settembre 1987, Ne Win fece ritirare tutte le banconote da 100, 75, 35 e 25 kyat, lasciando solo quelle da 45 e 90 che erano divisibili per 9, numero da lui considerato fortunato. Il provvedimento creò grandi problemi ai risparmi popolari e vibranti proteste soprattutto degli studenti. Le manifestazioni iniziarono all'Università di Rangoon e si diffusero sia nella capitale che a Mandalay, dove furono dati alle fiamme edifici governativi e di Stato. I media birmani riportarono poco sui fatti, che invece si diffusero ampiamente tra gli studenti. Le scuole furono chiuse e riaperte a fine ottobre, ma gli incidenti continuarono con l'esplosione di ordigni e lettere di minacce alla polizia.
La situazione peggiorò e nel dicembre 1987 l'ONU inserì la Birmania tra i Paesi meno sviluppati. Il governo chiese quindi agli imprenditori agricoli di vendere i prodotti sottocosto per garantire maggiori entrate al governo, causando violente proteste nelle aree rurali. In quel periodo Ne Win ricevette numerose lettere pubbliche, in particolare quelle dell'ex alto ufficiale dell'esercito Aung Gyi che gli ricordò le rivolte del 1967 per il riso e lo criticò per la mancanza di serie riforme economiche. Quest'ultimo fu in seguito arrestato. Nel marzo del 1988, l'uccisione di uno studente da parte della polizia provocò nuove dimostrazioni a Rangoon soprattutto tra gli studenti, molti dei quali in quel periodo divennero attivisti. Le proteste di quel mese furono disperse con i gas lacrimogeni e in quella a Rangoon del 16 marzo la polizia caricò gli studenti e ne ammazzò circa 200 a bastonate sul ponte bianco del lago Inya, che dopo il sanguinoso attacco fu chiamato ponte rosso. Due giorni dopo altri 41 studenti morirono soffocati stipati in un furgone di polizia che li stava trasportando in carcere.

## Rivolta 8888
Dopo questi incidenti le università furono chiuse e vennero riaperte in giugno, subito ripresero le dimostrazioni che si tennero quasi ogni giorno. Molti dimostranti e poliziotti antisommossa persero la vita in quel periodo, le proteste si diffusero con grandi dimostrazioni anche a Pegu, Mandalay, Tavoy, Toungoo, Sittwe, Pakokku, Mergui, Minbu e Myitkyina, nelle quali i dimostranti chiesero democrazia e un sistema elettorale multi-partitico Il dittatore Ne Win diede le dimissioni da presidente della Repubblica e da leader del partito unico il 23 luglio 1988 dopo 26 anni al potere. Nel discorso di addio minacciò che l'esercito avrebbe represso le manifestazioni nel sangue e promise la creazione di un sistema multi-partitico; al suo posto scelse come presidente della Repubblica il famigerato generale Sein Lwin, uno dei principali responsabili delle stragi di studenti in marzo e nel 1962.
Le proteste raggiunsero massima intensità, si diffusero in tutte le maggiori città e in quel periodo agli studenti si aggiunsero anche lavoratori e militari democratici. Il 3 agosto le forze armate imposero la legge marziale con il divieto di radunarsi in gruppi con più di 5 persone. Gli studenti risposero indicendo per l'8 agosto 1988 uno sciopero generale e grandi dimostrazioni in tutto il Paese. La scelta del giorno 8-8-'88 si riferiva all'anno 888 dell'era birmana, corrispondente al 1527 A.D., anno in cui la confederazione degli Shan aveva conquistato il Regno di Ava.
Alle grandi dimostrazioni dell'8 agosto presero parte anche le minoranza etniche del Paese e i musulmani. Il governo inizialmente promise che avrebbe soddisfatto le richieste dei dimostranti nei limiti del possibile, ma poco prima di mezzanotte scoppiò invece la sanguinaria repressione, questa volta da parte dell'esercito i cui soldati, secondo quanto aveva promesso Ne Win nel suo discorso di addio, spararono per uccidere. Molte persone furono uccise e ferite anche con le baionette. Gli spari continuarono fino al mattino e i dimostranti risposero lanciando bottiglie Molotov, armi da taglio, frecce avvelenate ecc. Fu bruciata una caserma di polizia e 4 agenti che scappavano furono fatti a pezzi. Le dimostrazioni proseguirono nei giorni successivi e il 10 agosto i militari spararono all'interno dell'Ospedale generale di Rangoon, uccidendo infermieri e dottori che curavano i feriti e aumentando la rabbia popolare. Il 12 agosto Sein Lwin rassegnò le dimissioni e il suo posto fu preso da Maung Maung, biografo di Ne Win e unico civile a far parte del PPSB. Il giorno dopo l'esercito si ritirò lasciando alla polizia l'incarico di vigilare e per alcuni giorni le violenze diminuirono.
Le dimostrazioni ripresero il 22 agosto in tutto il Paese con grande partecipazione popolare e divenne difficile controllarle per le autorità specialmente a Rangoon, dove si registrarono i maggiori disordini, mentre a Mandalay le proteste furono organizzate insieme a monaci e avvocati e furono più tranquille. Il 26 agosto si unì alle proteste Aung San Suu Kyi, figlia dell'eroe nazionale Aung San, che invitò il popolo a continuare la rivolta contro i militari con la non violenza in un discorso a mezzo milione di dimostranti davanti alla Pagoda Shwedagon, diventando subito un simbolo della lotta per la democrazia; In quello stesso periodo riemersero dall'anonimato e si unirono al movimento altri importanti personaggi, come l'ex primo ministro U Nu e l'alto ufficiale dell'esercito Aung Gyi.
In settembre vi fu il congresso del PPSB e il 90% dei delegati votò per il multipartitismo. Furono annunciate future elezioni ma i dimostranti continuarono a chiedere le immediate dimissioni del governo, e al rifiuto dei militari le dimostrazioni ripresero il 12 settembre. U Nu proclamò un governo provvisorio e promise elezioni entro un mese. Nel frattempo parte delle forze dell'ordine iniziarono a fraternizzare con i dimostranti e alcuni soldati disertarono, la maggior parte dei quali facevano parte della Marina militare. Le proteste si fecero più violente, i dimostranti risposero alle provocazioni dei militari e questi ebbero la meglio negli scontri di piazza.

## Colpo di Stato del 18 settembre
Il 18 settembre i militari ripresero il controllo diretto del Paese con il colpo di Stato guidato dal generale Saw Maung; fu abrogata la Costituzione del 1974 e il potere passò alla neonata giunta militare chiamata Consiglio di Stato per la Restaurazione della Legge e dell'Ordine. Furono imposte rigide misure di sicurezza, tra cui la legge marziale, e le truppe spararono indiscriminatamente sui dimostranti in tutto il Paese. Il conteggio delle vittime non fu fatto perché molti cadaveri vennero cremati, ma si è stimato che nella prima settimana dopo il golpe avessero perso la vita circa 1 500 persone, 500 delle quali dimostravano fuori dall'ambasciata statunitense. Molti dissidenti fuggirono nella giungla inseguiti dai militari, alcuni studenti si stabilirono nelle zone di confine con la Thailandia e iniziarono a esercitarsi alla guerriglia. In opposizione al regime militare, il 27 settembre Aung Shwe, Tin Oo, Kyi Maung, Aung San Suu Kyi e Aung Gyi fondarono la Lega Nazionale per la Democrazia (LND). Le stime sul numero dei morti dall'inizio della crisi in agosto a fine settembre variano tra alcune centinaia e 3 000. Le dimostrazioni ebbero fine in ottobre e si è stimato che entro la fine del 1988 fossero morti 10 000 tra dimostranti e militari e che altri fossero scomparsi.

## Eventi successivi
Molti in Birmania pensarono che il regime sarebbe caduto se le Nazioni Unite e i Paesi vicini si fossero rifiutati di avallare il colpo di Stato non riconoscendo il nuovo governo. I governi dell'Occidente e del Giappone tagliarono gli aiuti alla Birmania, l'India condannò l'operato dei militari, chiuse le frontiere con la Birmania e organizzò campi profughi lungo il confine. Nel 1989 furono arrestati 6 000  sostenitori dell'LND, altri membri del partito si rifugiarono nelle zone di confine e si associarono ai movimenti di auto-determinazione delle minoranze etniche.
Dopo la rivolta il regime fece propaganda mettendo in cattiva luce gli organizzatori delle proteste. Il capo dei servizi segreti Khin Nyunt tenne conferenze stampa in lingua inglese con diplomatici stranieri e con la stampa estera fornendo informazioni che esaltavano l'operato dei militari. Furono comunque in pochi a credere a quanto diceva. In quello stesso periodo il regime avviò segreti negoziati con i dissidenti. Aung San Suu Kyi e altri membri dell'LND rifiutarono la proposta della giunta militare di tenere le elezioni nel 1989, sostenendo che non avrebbero potuto essere libere se organizzate dal regime.